# Siedlung städtischen Typs
Eine Siedlung städtischen Typs oder auch Siedlung mit städtischem Charakter (russisch посёлок городского типа possjolok gorodskowo tipa, abgekürzt пгт pgt; ukrainisch селище міського типу (смт) selyschtsche miskoho typu (smt); belarussisch пасёлак гарадскога тыпу (пгт) passjolak haradskoga typu (pht)) ist eine Verwaltungs- und Gebietseinheit aus der Städtebaupolitik der Sowjetunion, die in Größe und Charakteristika zwischen Dorf und Stadt einzuordnen und einer Minderstadt vergleichbar ist. Der Begriff wird noch in einem Teil der Nachfolgestaaten der Sowjetunion verwendet.
Die Siedlung städtischen Typs ist von der Größe her eher dem Dorf zuzuordnen, von ihrer Infrastruktur jedoch städtisch, beispielsweise durch mindestens eine große industrielle Ansiedlung. Merkmal war bei der Definition meist, dass der wirtschaftliche Schwerpunkt des Ortes nicht in der Landwirtschaft lag.

## Eigenschaften

### Allgemein
Laut Großer Sowjetenzyklopädie fasste man in der Sowjetunion folgende Unterarten unter dem Begriff zusammen:
Arbeitersiedlung
Ortschaft mit Fabriken, Bergbau, Elektrizitätswerken, Bauindustrie oder ähnlichem mit mindestens 3000 Einwohnern, davon mindestens 85 % Arbeiter, Angestellte und deren Familienangehörige.
Kursiedlung
Ortschaft mit erheblichem Sanatoriums- und Kurbetrieb und mindestens 2000 Einwohnern. Die Anzahl der jährlichen Kurgäste sollte dabei mindestens 50 % der Einwohnerzahl betragen.
Datschensiedlung
Ansiedlung, die hauptsächlich dem Zweck der sommerlichen und Wochenenderholung gilt, mit maximal 25 % in der Landwirtschaft beschäftigter Erwachsener.
Diese Definitionen gelten im heutigen Russland weiter, wenn auch unscharf angewandt.

### Ukraine
Das Präsidium des Obersten Sowjets der Ukrainischen Sowjetrepublik legte 1981 die Eigenschaften einer Siedlung städtischen Typs wie folgt fest:
- eine Siedlung von mehr als 2000 Einwohnern, von denen mehr als zwei Drittel als Arbeiter oder Angestellte tätig sind (bzw. deren Angehörige).
- mit industriellen Betrieben, Bauten und Bahnanschluss

oder
- Siedlungen mit mittleren und höheren Fachschulen, Forschungseinrichtungen, Sanatorien oder Krankenhäusern.

In Ausnahmefällen erhielten auch Siedlungen mit 500 bis 2000 Einwohnern den Status einer Siedlung städtischen Typs, wenn sie gute Aussichten für wirtschaftliche oder soziale Entwicklung hatten. Manche dieser Siedlungen haben aber auch 10.000 Einwohner und mehr.
Oberstes Organ der Siedlung städtischen Typs war der Siedlungssowjet (Gemeinderat).
Am 28. Juli 2023 verabschiedete das ukrainische Parlament ein Gesetz, nach welchem der Status Siedlung städtischen Typs abgeschafft wird und administrative Einheiten je nach Bevölkerungszahl und vorherrschendem Gebäudetyp in eine der drei folgenden Kategorien fallen:
- Stadt: überwiegend kompakte, mehrstöckige Bebauung, Bevölkerungszahl nicht weniger als 10.000.
- Selyschtsche (großes Dorf, Gemeinde): Ländliche Bebauung mit Bevölkerungszahl über 5.000 und unter 10.000
- Dorf: Ländliche Bebauung, Bevölkerungszahl unter 5.000 Personen.

### Weitere Staaten
In Armenien gibt es keine Siedlungen städtischen Typs mehr. Von den 31 zum Zeitpunkt der Erlangung der Unabhängigkeit existierenden Siedlungen erhielten im Zusammenhang mit der administrativen Umgestaltung in den 1990er Jahren 21 die Stadtrechte, neun wurden zu Dörfern herabgestuft und eine wurde in die Hauptstadt Jerewan eingemeindet.
In Georgien existieren die meisten der 51 Anfang der 1990er Jahre existierenden Siedlungen städtischen Typs weiter als daba (georgisch დაბა), was ‚Klein-‘ oder ‚Minderstadt‘ bedeutet. Auch in der sowjetischen Periode wurde dieser traditionelle georgische Begriff alternativ zur offiziellen wörtlichen Übersetzung aus dem Russischen, ქალაქური ტიპის დასახლება kalakuri tipis dassachleba, verwendet. Nach 2010 wurden einige der Siedlungen in Städte eingemeindet oder zu Dörfern herabgestuft. In den nicht unter georgischer Kontrolle stehenden Gebieten Abchasien und Südossetien erhielten zwei der Siedlungen von den dortigen Behörden, jedoch nicht nach georgischer Jurisdiktion, die Stadtrechte (Pizunda und andererseits Kwaissa).
In der Volksrepublik Polen existierten sie unter dem Namen „osiedla typu miejskiego“ (singular „osiedle“) von 1954 bis 1972.
In Kirgisistan gab es unter der Herrschaft der Sowjetunion zahlreiche Siedlungen städtischen Typs. Die meisten wurden 2012 entweder zu Dörfern herabgestuft oder zu Städten erhoben. Von den 26 Siedlungen städtischen Typs behielten neun ihren Status.